# Nintu Corona
Nintu Corona est une corona, formation géologique en forme de couronne, située sur la planète Vénus par 19,2° N et 123,5° E. Elle est localisée dans le quadrangle de Greenaway. Elle a été nommée en référence à Nintu, déesse Akkadienne de la Terre. 

## Géographie et géologie
Nintu Corona couvre une surface circulaire d'environ 75 km de diamètre. 